# Villacarriedo
Villacarriedo település Spanyolországban, Kantábria autonóm közösségben. Villacarriedo Vega de Pas, Santiurde de Toranzo, Villafufre, San Roque de Riomiera, Selaya és Saro községekkel határos. Lakosainak száma 1685 fő (2024).

## Népesség
A település népessége az elmúlt években az alábbi módon változott:
| Lakosok száma | 1750 | 1724 | 1764 | 1765 | 1752 | 1701 | 1626 | 1612 | 1640 | 1685 |
|               | 2001 | 2004 | 2007 | 2009 | 2012 | 2014 | 2017 | 2019 | 2022 | 2024 |